# Entrega inmediata
Entrega inmediata o Agente XU 777 es una película de comedia mexicana de 1963 escrita y dirigida por Miguel M. Delgado y protagonizada por Mario Moreno "Cantinflas", Gina Romand y Fanny Cano. Ésta fue la última película de Cantinflas filmada en blanco y negro, aunque ya se habían realizado películas a color hasta ese momento.  La trama gira en torno a un cartero obligado a convertirse en un espía internacional. Esta película fue estrenada en la Ciudad de México el 25 de diciembre de 1963.

## Argumento
Feliciano Calloso (Cantinflas) consigue trabajo como cartero y es reclutado por un servicio secreto de contraespionaje (pasando a llamarse Agente XU 777, luego de que el agente que llevara ese nombre originalmente fuera asesinado por el enemigo), asimismo decide descubrir una conspiración internacional.
Feliciano (ahora como Agente XU 777), excepto su compañera Agente 30-30 (María Amelia Ramírez), logra averiguar que los agentes enemigos, liderados por Carlota (Gina Romand) y Alex (Claudio Brook), ingresarán a un profesor para descifrar claves a través de un ataúd. Feliciano es puesto a cargo de la funeraria, pero se equivoca y termina entregando el ataúd a una persona equivocada, distrayendo a los agentes leales y permitiendo que el enemigo logre su objetivo. Sin embargo, los agentes enemigos descubren que para el proceso de descifrado también deben obtener un código específico.
En una trama paralela, Feliciano se entera de que un viejo compadre suyo arregló para que su hija se fuera a vivir con él después de su muerte. Debido a una carta de su compadre donde describe a su hija como su «bebé», Feliciano asume que la hija de su compadre es una infante, incluso comprando una cuna y leche para la llegada inminente. Sin embargo, para su sorpresa, termina descubriendo que la hija de su compadre es en realidad una joven apodada «Bebé» (Fanny Cano), con quien termina desarrollando un romance. Los agentes enemigos la secuestran para obligar a Feliciano a traicionar a su patria y darle el código al enemigo, pero al final los detectives los arrestan, mientras que Feliciano y Bebé salen ilesos del incidente y se casan.

## Reparto
- Mario Moreno "Cantinflas" como Feliciano Calloso / Agente XU 777.
- Gina Romand como Carlota «Karla».
- Claudio Brook como Alex.
- Fanny Cano como Bebé.
- Guillermo Zetina como Jefe de Contraespionaje.
- María Amelia Ramírez como Agente 30-30, compañera de XU 777 (como María Amelia Ramírez "Miss Argentina").
- Emma Roldán como Doña Angustias.
- Quintín Bulnes como Agente #1.
- María Herrero como Viuda.
- André Toffel como Tabernero francés.
- Maricarmen Vela como Mercedes, secretaria.
- Xavier Massé como Gerente de química.
- Guillermo Rivas «El Borras» como Espía #1.
- Jorge Russek como Espía #2.
- Armando Gutiérrez como Licenciado.
- José Wilhelmy como Panadero callejero en bicicleta.
- Adolfo Aguilar como Policía.
- Alberto Catalá como Profesor Hugo.
- Ángel Merino como Agente #3
- Jorge Mondragón como Viudo.
- Manuel Zozaya como Secuaz de gerente.
- Francisco Reiguera como Odilón Campos Santos.
- Ramón Valdés «Don Ramón» como Original Agente XU 777.
- Julián de Meriche como Mesero (como Julién de Meriche).
- Rafael de Córdoba como Bailarín.
- Carlos León como Agente #2.
- Ricardo Adalid como Cliente de cabaret #1.
- Abel Cureño como Cartero.
- Rubén Márquez como Martínez.
- Amelia Rivera como Clienta de carabet #1.
- Carlos Robles Gil como Cliente de carabet #2.
- Marta Zamora como Señorita Borrego, hija de la viuda.
- Queta Carrasco como Clienta de carabet #2.
- Trío musical Los Hermanos Fernández (Interpretando la canción Carta perdida del autor Abelardo Pulido)